# NGC 4187
NGC 4187 (ook: NGC 4187A) is een elliptisch sterrenstelsel in het sterrenbeeld Jachthonden. Het hemelobject werd op 26 april 1789 ontdekt door de Duits-Britse astronoom William Herschel.

## Synoniemen
- UGC 7229
- MCG 9-20-117
- ZWG 269.42
- PGC 39004